# A2c (ギタリスト)
a2c（アツシ、1979年2月11日 - ）は、日本の男性ミュージシャン、ギタリスト、作曲家、編曲家。栃木県那須烏山市出身。MintJamのメンバー。p.m.works所属。

## 人物
B'zの松本孝弘に憧れて中学生の時にギターを、高校生の時にDTMを始める。その後コンピュータゲームが趣味だったためゲームミュージックを追求したいという気持ちが強くあり、ゲームクリエイターの専門学校に入学する。そこでギターの演奏技術を評価されたため、ギターサウンドを活かしたDTMによる音楽活動に転向する。
2003年4月、setzerと同人音楽サークルMintJamを結成する。その後2004年12月に、以前からa2cが同時並行で活動していたTRIBREATH（TERRA・A.Kogaとの音楽ユニット）がMintJamと吸収併合し、以後ボーカル体制となったMintJamのギターを担当している。
八木沼悟志の音楽活動に深く関わっており、fripSideでは第1期よりギターで参加、『first odyssey of fripSide』では、Atsushi "a2c" Yokoyamaの名義で名前がクレジットされている。 naoがボーカルだった第1期の楽曲『hurting heart』は彼のギターによるものである。また、「crying moon」では作曲も手掛けている。南條愛乃が加入した第2期以降は、多くの楽曲にギターで参加するようになる。また、八木沼の別ユニットであるALTIMAでも多くの楽曲でギターを担当している。
fripSideのライブにおいては、星野威と大島信彦がギターを担当しているが、a2c自身もfripSideのステージに立った経験を持つ。ワンマンライブでは、2015年の横浜アリーナ公演にフルで参加しており、星野とのツインギターを披露した。2年後の2017年には、さいたまスーパーアリーナ公演でもゲストとして参加している。このほか、『Animelo Summer Live 2010 -evolution-』でもサポートギタリストとして参加（ツインギターで、もう一人は松尾洋一）している。

## 使用機材

### エレクトリック・ギター
- T's Guitars
  - Arc-SP “Crying Moon”
  - Arc-STD Trem
- Gibson
  - Les Paul Standard
- Baker Guitars
  - B1
- AIRCRAFT
  - AC-7
- ERNIE BALL MUSICMAN
  - LUKE

### アコースティック・ギター
- Gibson
  - J-45
- Santa Cruz
  - D
- Taylor Guitars
  - 855ce
- Ovation Guitars
  - Elite Special

### クラシックギター
- Juan Hernandez
  - Concierto

### シタール
- Jerry Jones Guitars
  - Supreme Electric Sitar

## 提供楽曲
- 北広昌
  - 大切なひと（共作曲）
- オムニバス
  - 恋花火（共作詞・作曲・共編曲）
- アリオス (CV：成田剣)
  - SCAR 〜目に見えない傷痕〜（作曲）
- 黒崎真音
  - 鳴り響いた鼓動の中で、僕は静寂を聴く（作曲・編曲）
  - singing forever（共編曲）
- Rita
  - Distant Promise（作曲・編曲）
- fripSide
  - crying moon（作曲・編曲）

## レコーディング参加
- fripSide
- ALTIMA
- KOTOKO
- IKU
- 黒崎真音
- ELISA
- Rita
- 榊原ゆい
- 麻生夏子
- 三澤紗千香
- 黒うさP
- fourfolium